# Pierre Barlaguet
Pierre Barlaguet, né le 18 octobre 1931 à Calvisson (Gard) et mort le 16 octobre 2018 à Boucoiran-et-Nozières, est un footballeur français évoluant au poste de milieu de terrain du début des années 1950 jusqu'au milieu des années 1960. Il se reconvertit ensuite au poste d'entraîneur.
Après des passages dans des clubs gardois en amateur, il intègre l'équipe réserve du Nîmes Olympique en 1952. Il s'impose à partir de 1953 au sein de l'équipe professionnelle et devient un joueur majeur du club avec lequel il termine trois fois vice-champion de France et participe à deux finales de Coupe de France. En 1966, il prend sa retraite de joueur en ayant connu qu'un seul club durant sa carrière.
À la fin des années 1960, il devient entraîneur pour trois clubs successifs. Il revient ensuite au Nîmes Olympique en tant que formateur puis reprend dans les années 1980 l'équipe première qu'il fait remonter en première division. Enfin, dans les années 1990, il façonne l'épopée du NO en Coupe de France qu'il emmène en finale alors que l'équipe évolue en National.
Sa fidélité, ses qualités de joueur, son rôle d'équipier modèle, ses passages en tant que formateur, ses succès en tant qu'entraîneur et sa longévité lui valent d'être l'un des personnages les plus emblématiques de l'histoire du Nîmes Olympique.

## Biographie
Né à Calvisson dans le Gard, il débute le football en club à l'âge de quinze ans à l'US Boucoiran, village dans lequel il grandit, et où il évolue avec l'équipe première dès son adolescence. Élève au lycée polyvalent Jean-Baptiste-Dumas d'Alès, il est alors repéré par l'entraîneur gardois Pierre Pibarot qui le présélectionne en équipe de France juniors. Ce dernier l'engage au Nîmes Olympique (NO) à la fin des années 1940 au sein de l'équipe réserve du NO.
En octobre 1953, il fait sa première apparition avec l'équipe professionnelle en Division 1 contre l'OGC Nice. De 1954 à 1963, il s'impose comme un titulaire indiscutable de l'équipe nîmoise au poste de demi-aile et prend notamment part à deux reprises à la finale de la Coupe de France. Entre 1959 et 1961, ses performances lui valent d'être titularisé quatre fois avec l'équipe de France B,,,. Il reçoit également une convocation en équipe de France face à la Bulgarie lors des tours préliminaires à la Coupe du monde de football 1962 sans entrer en jeu. En 1964, il retrouve régulièrement l'équipe amateur du Nîmes Olympique tout en effectuant encore quelques apparitions avec les professionnels.
En 1966, après avoir effectué l'intégralité de sa carrière dans le même club, il prend sa retraite de joueur et devient entraîneur du SO Mazamet. Il part ensuite entraîner le SO Châtellerault durant quatre ans. En 1973, Pierre Pibarot, alors directeur technique de l'INF Vichy sous l'égide de la FFF, lui demande de coacher l'équipe sénior nouvellement créée et devant évoluer en Division 3. En 1976, il reprend le FC Bourges qu'il fait accéder à la deuxième division.
En juin 1978, il fait son retour au Nîmes Olympique et dirige le centre de formation avec son ami et ancien coéquipier Jean Victor Bandera. Faute d'infrastructures, le club ne peut héberger les jeunes joueurs et qui résident finalement au domicile de Barlaguet situé au nord-est de Nîmes. Durant cette période, il forme ainsi plusieurs futurs footballeurs professionnels dont Christian Perez.
En 1982, Jean Bousquet est nommé président du Nîmes Olympique. Ce dernier, avec qui il a évolué en équipe de jeunes, le nomme entraîneur de l'équipe première en lui donnant l'objectif de remonter le club en première division. Le NO termine second de sa poule en D2 et s'impose en barrages face au Tours FC, ce qui lui permet de retrouver l'élite en 1983. Il ne peut empêcher ensuite la descente, ce qui lui vaut d'être licencié en août 1984. Un an plus tard, il s'engage à l'Olympique d'Alès en Cévennes pour y diriger le nouveau centre de formation.
En décembre 1990, il reprend la direction du centre de formation nîmois et sert également de prête-nom à Daniel Roméo pour diriger l'équipe première du NO (ce dernier n'ayant pas de diplôme français reconnu pour le poste). En décembre 1994, le club fait appel à lui pour entraîner l'équipe sans pouvoir éviter la descente en National. Bien qu'en difficulté en championnat, il réalise un parcours historique en Coupe de France lors de la saison 1995-1996 et devient l'unique personne du NO à accéder à la finale en tant que joueur puis entraîneur. À l'issue de la compétition, il quitte définitivement le club et le monde du football.
En récompense de son travail, il devient chevalier de la Légion d'honneur en 1998. Depuis les années 1960, il vit avec son épouse Monique qui est maire de Boucoiran-et-Nozières entre 1995 et 2008.

## Statistiques
| Saison                | Club                  | Championnat           | Championnat | Championnat | Coupe(s) nationale(s) | Coupe(s) nationale(s) | Total | Total |
| Saison                | Club                  | Division              | M.          | B.          | M.                    | B.                    | M.    | B.    |
| 1953 – 1954           | Nîmes Olympique       | Division 1            | 19          | 4           | 2                     | 0                     | 21    | 4     |
| 1954 – 1955           | Nîmes Olympique       | Division 1            | 29          | 0           | 2                     | 0                     | 31    | 0     |
| 1955 – 1956           | Nîmes Olympique       | Division 1            | 26          | 0           | 7                     | 0                     | 33    | 0     |
| 1956 – 1957           | Nîmes Olympique       | Division 1            | 31          | 1           | 7                     | 0                     | 38    | 1     |
| 1957 – 1958           | Nîmes Olympique       | Division 1            | 32          | 3           | 6                     | 0                     | 38    | 3     |
| 1958 – 1959           | Nîmes Olympique       | Division 1            | 37          | 2           | 5                     | 0                     | 42    | 2     |
| 1959 – 1960           | Nîmes Olympique       | Division 1            | 38          | 4           | 4                     | 0                     | 42    | 4     |
| 1960 – 1961           | Nîmes Olympique       | Division 1            | 38          | 2           | 6                     | 2                     | 44    | 4     |
| 1961 – 1962           | Nîmes Olympique       | Division 1            | 37          | 1           | 3                     | 0                     | 40    | 1     |
| 1962 – 1963           | Nîmes Olympique       | Division 1            | 36          | 1           | 1                     | 0                     | 37    | 1     |
| 1963 – 1964           | Nîmes Olympique       | Division 1            | 32          | 0           | 3                     | 0                     | 35    | 0     |
| 1964 – 1965           | Nîmes Olympique       | Division 1            | 1           | 0           | 2                     | 0                     | 3     | 0     |
| 1965 – 1966           | Nîmes Olympique       | Division 1            | 14          | 0           | 0                     | 0                     | 14    | 0     |
| Total sur la carrière | Total sur la carrière | Total sur la carrière | 370         | 18          | 48                    | 2                     | 418   | 20    |

## Palmarès
Malgré sa longévité au sein d'une période faste sportivement pour le Nîmes Olympique, Pierre Barlaguet ne remporte que la Coupe Charles Drago au niveau professionnel en 1956. En tant qu'entraîneur, il dispute une finale de Coupe de France avec le NO en 1996.
| Nîmes Olympique (1) |
| --- |
| - Championnat de France - Vice-champion : 1958, 1959, 1960 - Coupe de France - Finaliste : 1958 et 1961 - Coupe Charles Drago (1) - Vainqueur : 1956 - Trophée des champions - Finaliste : 1958 |

## Distinctions
- Chevalier de la Légion d'honneur en 1998[9].